# Paul-René Malivoire-Filhol de Camas
Paul-René Malivoire-Filhol de Camas, francoski general, * 1879, † 1965.